# Λ点

液体ヘリウムで温度に対して比熱容量をプロットしたグラフ

λ点（ラムダてん、英: lambda point）とは、潜熱を伴わない相転移における転移点で、温度に対して比熱容量をプロットしたグラフが転移点において尖点を持つものをいう。この尖点付近のグラフ形状がギリシャ文字の λ を左右反転させた形に似ることが多いことから名付けられた。1922年にフランシス・シモンが塩化アンモニウムについてこのような相転移を発見し、のちにポール・エーレンフェストがλ転移と名づけた。
狭義には液体ヘリウムの常流動相（ヘリウムI）と超流動相（ヘリウムII）との間の相転移点をさし、標準気圧下の元での転移温度は 約 2.17 K である。ヘリウムのλ転移が起こる圧力の下限は、5.048 kPa (0.04982 atm) で、このときの転移温度は 2.1768 K (−270.9732 °C) である。この圧力はその温度での飽和蒸気圧（密閉容器中の液体ヘリウムと熱平衡にある純粋な気体ヘリウムの圧力）にあたる。一方でλ転移が起こる圧力の上限は、bcc固体ヘリウムと液体ヘリウムが共存して熱平衡にある、1.762 K (−271.388 °C)、29.725 atm (3,011.9 kPa) である。
ピークの先端がシャープであるため、熱容量の臨界点付近での振る舞いを特徴づける量である臨界指数の測定は、体積の大きな液体でも一様な圧力下に保つことのできる無重力環境においてしか正確に行えない。1992年のスペースシャトルでの実験においてλ点から 2 nK 以内の領域における熱容量が測定され、α = −0.0127±0.0003 という結果が得られた。

### 論文
- Hoffer, J. K.; Gardner, W. R.; Waterfield, C. G.; Phillips, N. E. (11 August 1975). “Thermodynamic properties of 4He. II. The bcc phase and the P-T and VT phase diagrams below 2 K”. J. Low Temp. Phys. (New York: Springer Science+Business Media) 23 (1):  63–102. Bibcode: 1976JLTP...23...63H. doi:10.1007/BF00117245. ISSN 0022-2291. LCCN 77-5769. OCLC 844607.
- Lipa, J.A.; Swanson, D. R.; Nissen, J. A.; Chui, T. C. P.; Israelsson, U. E. (18 September 1995). “Heat Capacity and Thermal Relaxation of Bulk Helium very near the Lambda Point”. Phys. Rev. Lett. (Ridge, NY: APS) 76 (6):  944–947. Bibcode: 1996PhRvL..76..944L. doi:10.1103/PhysRevLett.76.944. ISSN 0031-9007. LCCN 59-37543. OCLC 1715834. PMID 10061591.
- Donnelly, Russell J.; Barenghi, Carlo F. (July 21, 1997). “The Observed Properties of Liquid Helium at the Saturated Vapor Pressure” (PDF). J. Phys. Chem. Ref. Data (Washington, DC: AIP) 27 (6):  1217–1274. Bibcode: 1998JPCRD..27.1217D. doi:10.1063/1.556028. ISSN 0047-2689. LCCN 72-622555. OCLC 1754733.
- Lipa, J. A.; Nissen, J. A.; Stricker, D. A.; Swanson, D. R.; Chui, T. C. P. (10 April 2003). “Specific heat of liquid helium in zero gravity very near the lambda point” (PDF). Phys. Rev. B (College Park, Md.: APS) 68:  174518. arXiv:cond-mat/0310163v1. doi:10.1103/PhysRevB.68.174518. ISSN 1550-235X. OCLC 39296657.
- 佐々木祥介「低温物理を開拓した人々」『月刊うちゅう』第365号、大阪市立科学館星の友の会、2014年、4-8頁、ISSN 1346-2385、NAID 120005526815、OCLC 852213683、NCID AA12513074、全国書誌番号:00041055。

### 書籍
- 三省堂編修所（編修） 編『物理小事典』宮島龍興（監修）（第4版）、三省堂、2008年（原著1994年4月）、368頁。ASIN 4385240167。ISBN 978-4385240169。 NCID BN10774805。OCLC 675375379。全国書誌番号:94041161。